# Lilla Logärden
Lilla Logärden är en sjö i Falu kommun i Dalarna och ingår i Gavleåns huvudavrinningsområde. Sjön är 16 meter djup, har en yta på 0,219 kvadratkilometer och är belägen 182,2 meter över havet. Vid provfiske har elritsa, lake, röding och öring fångats i sjön.

## Delavrinningsområde
Lilla Logärden ingår i det delavrinningsområde (672350-151807) som SMHI kallar för Mynnar i Gavelhytteån. Medelhöjden är 202 meter över havet och ytan är 1,81 kvadratkilometer. Det finns inga avrinningsområden uppströms utan avrinningsområdet är högsta punkten. Vattendraget som avvattnar avrinningsområdet har biflödesordning 3, vilket innebär att vattnet flödar genom totalt 3 vattendrag innan det når havet efter 93 kilometer. Avrinningsområdet består mestadels av skog (85 procent). Avrinningsområdet har 0,21 kvadratkilometer vattenytor vilket ger det en sjöprocent på 11,8 procent.